# 静御前

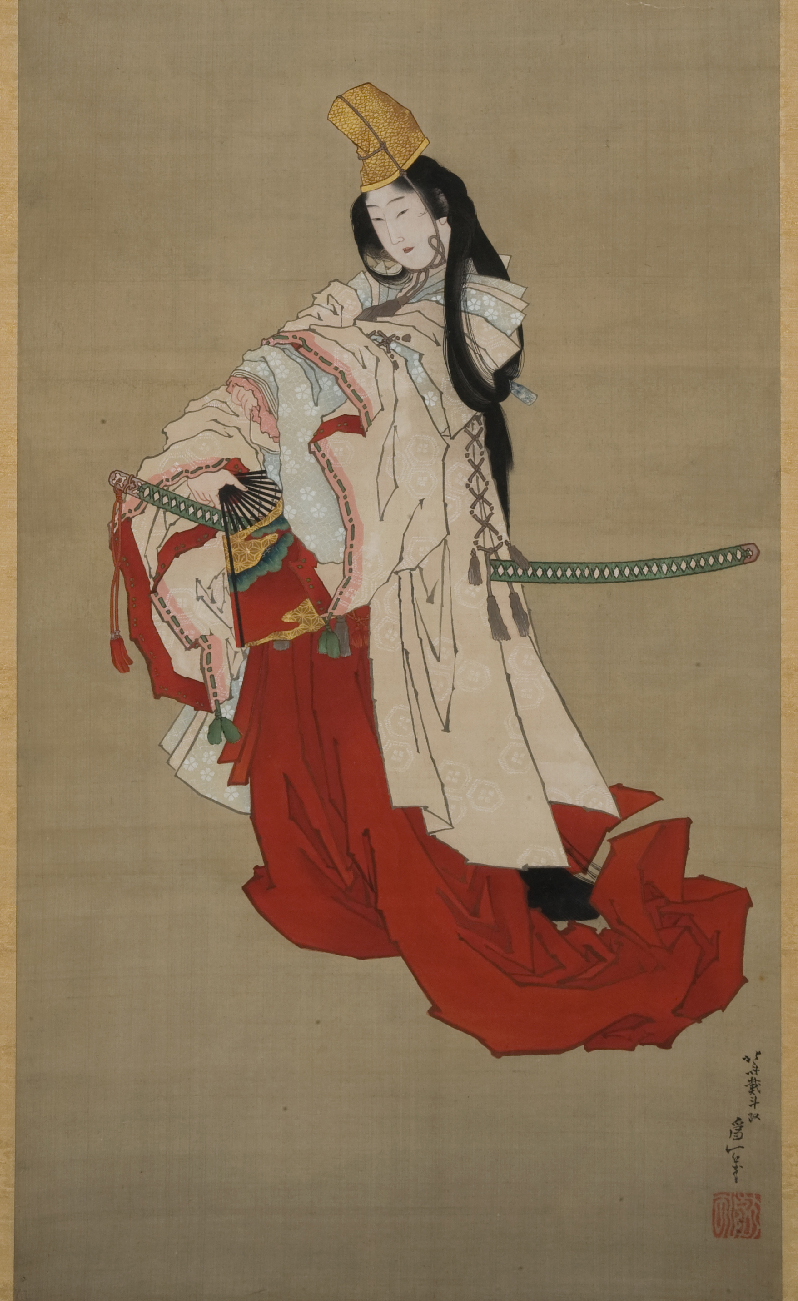
肉筆画で描写された白拍子姿の静御前（葛飾北斎筆、北斎館蔵、文政3年（1820年）頃）

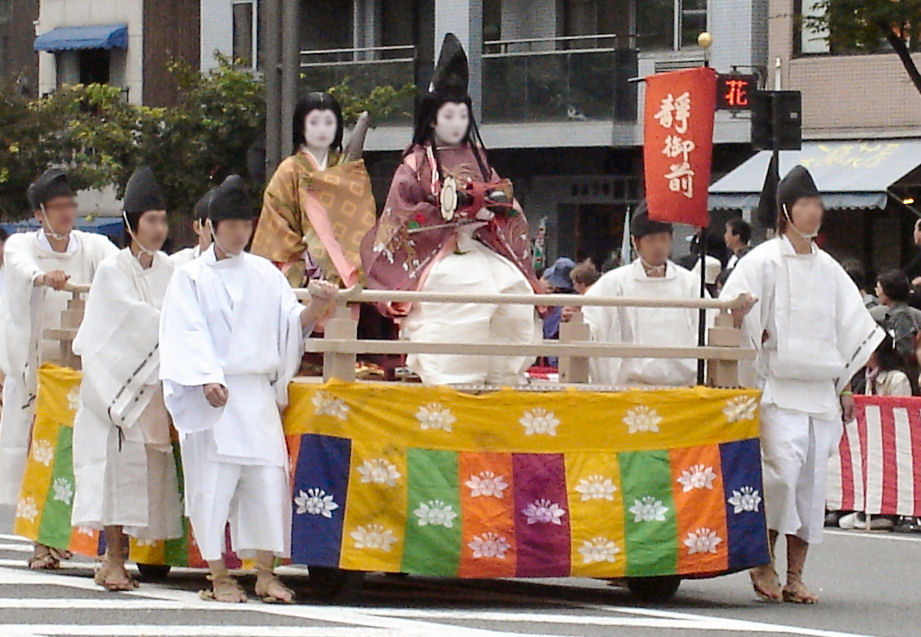
時代祭での扮装

静御前（しずかごぜん、生没年不詳）は、平安時代末期から鎌倉時代初期の女性白拍子。母は白拍子の磯禅師。源義経の妾。

## 生涯
『吾妻鏡』によれば、源平合戦後、兄の源頼朝と対立した義経が京を落ちて九州へ向かう際に同行するが、義経の船団は嵐に遭難して岸へ戻される。吉野で義経と別れ京へ戻った。しかし途中で従者に持ち物を奪われ山中をさまよっていた時に、山僧に捕らえられ京の北条時政に引き渡され、文治2年（1186年）3月に母の磯禅師とともに鎌倉に送られる。
同年4月8日、静は頼朝に鶴岡八幡宮社前で白拍子の舞を命じられた。静は、
- しづやしづ しづのをだまき くり返し 昔を今に なすよしもがな
（倭文（しず）の布を織る麻糸をまるく巻いた苧（お）だまきから糸が繰り出されるように、たえず繰り返しつつ、どうか昔を今にする方法があったなら）[注 1]
- 吉野山 峰の白雪 ふみわけて 入りにし人の 跡ぞ恋しき
（吉野山の峰の白雪を踏み分けて姿を隠していったあの人（義経）のあとが恋しい）[注 2]

と義経を慕う歌を唄い、頼朝を激怒させるが、妻の北条政子が「私が御前の立場であっても、あの様に謡うでしょう」と取り成して命を助けた。『吾妻鏡』では、静の舞の場面を「誠にこれ社壇の壮観、梁塵（りょうじん）ほとんど動くべし、上下みな興感を催す」と絶賛している。
この時、静は義経の子を妊娠していて、頼朝は「女子なら助けるが、男子なら殺すように」と命じる。閏7月29日、静は男子を産んだ。安達清常が赤子を受け取ろうとするが、静は泣き叫んで離さなかった。磯禅師が赤子を取り上げて清常に渡し、赤子は由比ヶ浜に沈められた。
9月16日、静と磯禅師は京に帰された。憐れんだ政子と大姫が多くの重宝を持たせたという。その後の余生は不明。

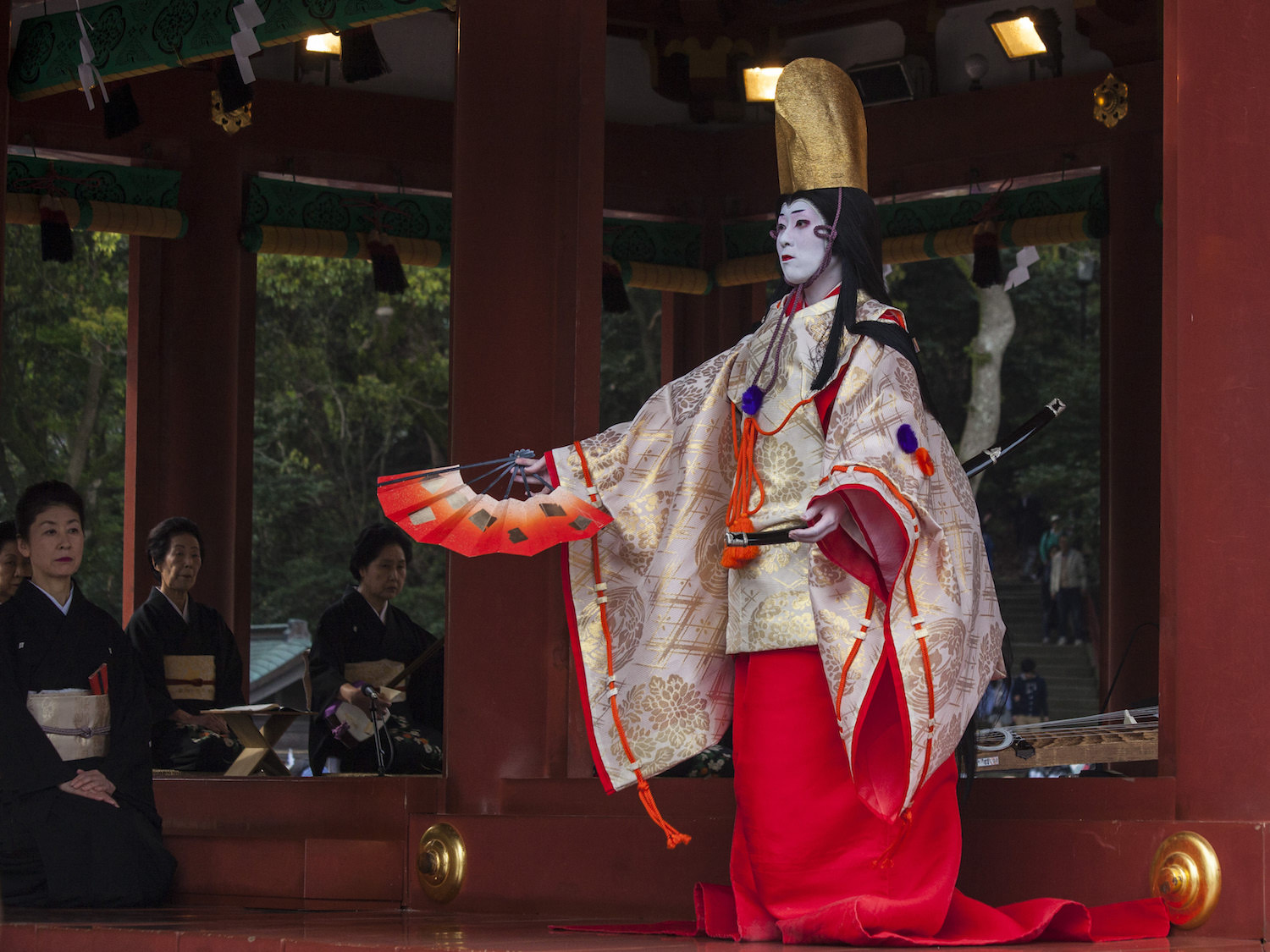
静の舞（鶴岡八幡宮） 2015年4月12日撮影
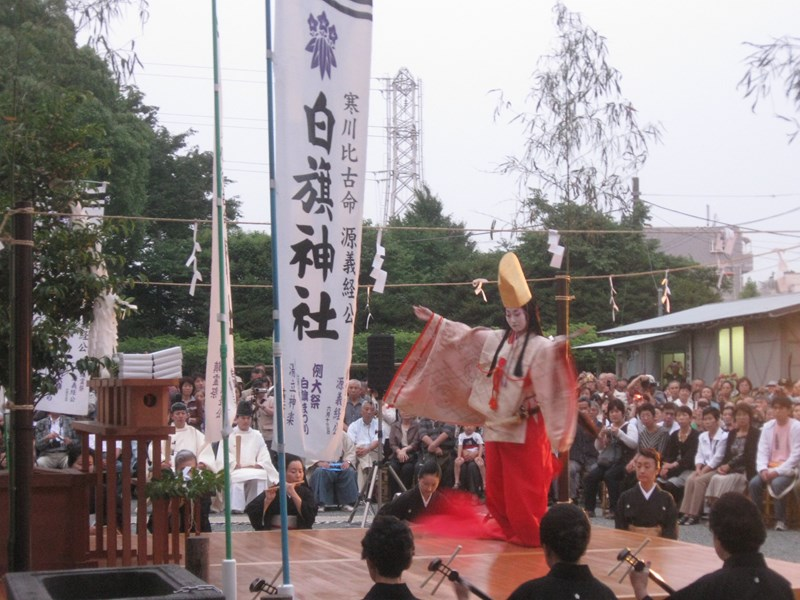
静の舞（藤沢市の白旗神社） 2009年6月13日撮影

## 吾妻鏡における静御前
以下、『吾妻鏡』に静が登場する箇所の現代語訳。
- 文治元年11月6日（1185年12月15日）都落ちした義経の一行が九州へ渡るべく大物浜（尼崎市）から乗船するが、暴風雨によって難破し一行は離散。義経に従っていたのは源有綱・堀景光・武蔵坊弁慶並びに妾の静のみであった。
- 11月17日 義経が大和国吉野山に隠れているとの噂があるので、吉野山の執行（修行）僧兵によって捜索するも見つからなかったところ、夜10時頃、義経の妾の静が藤尾坂を下り蔵王堂にたどり着く。その姿がいかにも怪しいので衆徒達はこれを見咎め、執行坊に連れてきて詳細を問う。静「私は九朗大夫判官の妾です。大物浜より豫州（義経）はこの山に来ました。5日間逗留しましたが、衆徒蜂起の噂を聞いて、伊豫守は山伏の姿を借りて逐電してしまいました。その時数多くの金銀類をわたくしに与え、雑色男たちを付けて京に送ろうとされました。しかし彼らは財宝を奪い取り、深い峯雪の中に捨て置いて行ってしまったので、このように迷って来たのです。」
- 11月18日 静の証言によって義経を探すため、吉野の大衆はまた雪を踏み分け山を捜索する。吉野執行は静を大変気の毒に思い、充分労ってから鎌倉へ差し出すことになった。
- 12月8日 吉野の執行が静を京都にいる北条時政の屋敷に送る。義経を捜すための軍が吉野山に差し向けられる。
- 12月15日 北条時政から鎌倉へ送られた手紙より静の証言。「豫州が都を出て西海へ赴いた明け方、一緒に連れ立って大物浜に到着しました。それから船が難破し海を渡ることができませんでした。その夜は天王寺で宿泊し、豫州はそこから逃げて姿を隠しました。迎えを寄越すので一両日の間ここで待つように約束し、ただし約束の日を過ぎたらすぐさま立ち去るように言われました。しばらく待っていると、馬を送ってきたのでこれに乗り、どこへ行くかわからないまま三日目に吉野山に着きました。そこで五日間逗留し、それを最後にお別れしました。その後の行方は知りません。私は深山の雪を凌ぎ、やっとのことで蔵王堂に着いたところ、吉野執行に捕らえられました。」
- 12月16日 静を鎌倉へ召し出すよう時政に返書が送られる。
- 文治二年1月29日 義経の行方未だに分からず。さらに問いただしたいことがあるので、静を差し出すように北条時政に伝えられる。
- 2月13日 鎌倉に京都の時政から静を送る旨の返事が届く。
- 3月1日 静、母の磯禅師と共に鎌倉に到着。安達清常の屋敷に入る。
- 3月6日 すでに京都で時政に調べられたが、はなはだ信用できないとして再び問注所の役人に義経の行方を問われる。静「吉野の山中ではなく、その僧坊である。しかし山の大衆蜂起の事を聞いて、そこから（義経は）山伏の姿になり、大峰に入ると言って僧に送られて山に入りました。自分もまた跡を慕って一の鳥居の辺りまで行ったが、その僧に女人は大峰に入るべからずと叱られたので、やむなく都の方へ向かった。ところが同行していた雑色達が財宝を奪って逃げてしまい、蔵王堂に迷い着きました。」重ねて僧の名を尋ねるとそれは忘れたと言う。およそ京都での申し立てと今の言葉といささか違っているし、大峰に入ったと言っているが、多武峯に向かったあと隠れたとの噂があるので、それらにきっと虚偽があるだろうから重ねて取り調べるよう命じられる。
- 3月22日 静再び子細を尋ねられるも、義経の行方は知らないというだけであった。義経の子を妊娠しているので出産ののち帰すとの沙汰。
- 4月8日 頼朝と政子が鶴岡八幡宮に参拝。舞を行うよう控えの間から静を廻廊に召し出す。この事は以前から命じていたところ、病気のためと称して断ったり、わが身の不遇はあれこれ言うことはできないといえども、豫州（義経）の妾として晴れの場に出るのはすこぶる恥辱であると言って渋り続けていたが、政子が「天下の舞の名手がたまたまこの地に来て、近々帰るのに、その芸を見ないのは残念なこと」としきりに頼朝に勧め、「八幡大菩薩に供えるのだから」と言って静を説得。別離からまだ日も浅く、気が塞いでいるので舞う気にならないとその場になっても固辞するのを、再三の命によって舞うことになった。（舞に関しては上記）
- 5月14日 工藤祐経・梶原景茂・千葉常秀・八田朝重・藤原邦通ら御家人たちが酒を持って静の宿所に向かい宴会を催す。磯禅師が舞を舞う。酒に酔った景茂から艶言を投げかけられ、静は大泣きして「豫州（義経）は鎌倉殿の御兄弟、私はその妾です。御家人の身分でどうして普通の男女の事のように思われるのか。豫州が落ちぶれなければ、あなたごときに対面する事さえできないはずなのに。ましてやそのような艶言などもってのほかです。」
- 5月27日 夜、頼朝の長女大姫の依頼により、南御堂に舞を納めて禄を給う。
- 閏7月29日（閏は2度目の7月）静男子を出産する。これは豫州（義経）の息子である。出産を待ってから京に帰すことになっていたので、今日まで留め置かれていた。その父は関東に背き謀反を企て逃亡した。その子が女子ならばすみやかに母に返されるが、男子であれば今は産着の中にあっても、将来に禍根を残す恐れがあるので、赤子のうちに命を絶つように決まっていた。よって今日、安達清常に由比ヶ浜に捨てるよう命じられる。これに先立ち清常が使いとして赤子を受け取ろうとした。静はまったくこれを出さず、（赤子を）衣にまとい抱き臥し、叫喚数刻に及ぶが、清常は厳しく催促する。磯禅師が恐縮し、赤子を取り上げて使いに渡した。この事は、政子が頼朝に嘆願し宥めたが叶わなかった。
- 9月16日 静母子帰洛。憐れんだ政子と大姫が多く重宝を賜う。

## 伝説
静に関して史料による記録が見られるのは、上記の『吾妻鏡』のみであり、同時代の都の貴族の日記などで静に関する記録は一切見られない。『吾妻鏡』は時の権力者で源氏から政権を奪った北条氏による編纂書であり、静の舞の場面は源氏政権の否定、北条氏（政子）礼賛という北条氏の立場に拠ったものである事から、北条氏の政治的立場による曲筆との見方もある（『吾妻鏡#吾妻鏡の曲筆と顕彰』参照）。また、史実から確認できる静以外の義経の妻妾は河越重頼の娘（正室・郷御前）と源氏の敵である平時忠の娘（蕨姫）しかいないが、北条氏と政治的に対立した比企氏の存在を否定的に描く『吾妻鏡』では、比企氏の外孫である重頼娘の存在感を消すための曲筆の手段として静御前の存在を利用したとする見方もある（『吾妻鏡』において義経の正室である重頼娘の記事は3か所のみである）。その他のエピソードは、鎌倉時代に成立した軍記物語である『平家物語』「土佐房被斬」章段の一部と、室町時代初期に書かれた『義経記』の創作によるものである。
『義経記』によると、日照りが続いたので、後白河法皇は神泉苑の池で100人の僧に読経させたが効験がなかったので、100人の容顔美麗な白拍子に舞わせ雨を祈らせた。99人まで効験がなかったが、静が舞うとたちまち黒雲が現れ、3日間雨が降り続いた。静は法皇から「日本一」の宣旨を賜った。また法皇は、静を見て「カノ者ハ神ノ子カ?」と感嘆したと言う。その後、住吉での雨乞いの時に、静を見初めた義経が召して妾にしたという。

## 地方伝承

### 京丹後市（京都府）における伝承

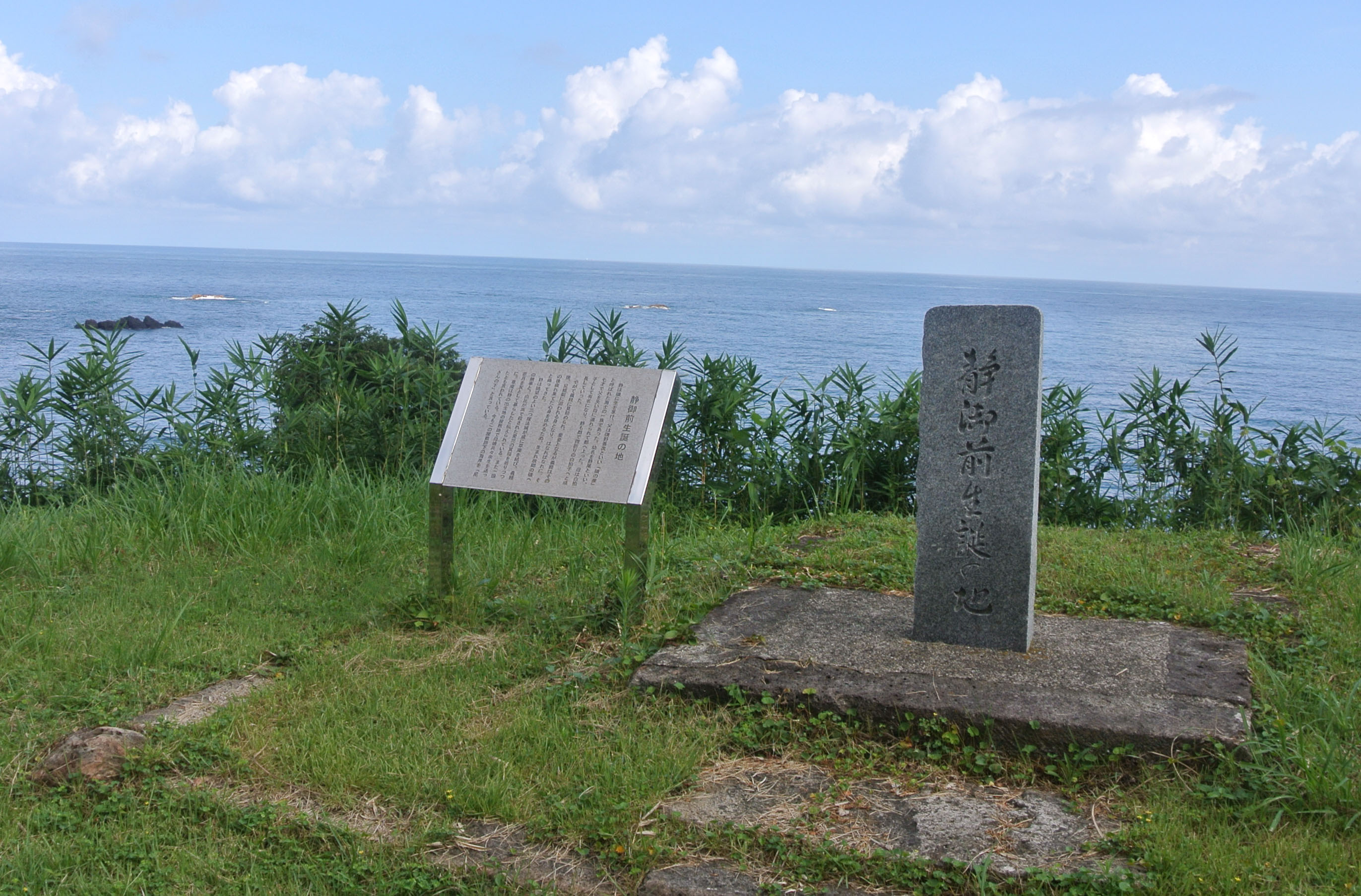
静御前生誕の地石碑（京都府京丹後市）

静は、京都府京丹後市網野町磯地区で禅師の娘として誕生したとされ、記念碑が立っている。近くには静神社がある 。様々な遺品や義経から静御前宛の恋文などが伝世していたが1782年の火災で消失したと言われている。

### 宇都宮市（栃木県）における伝承

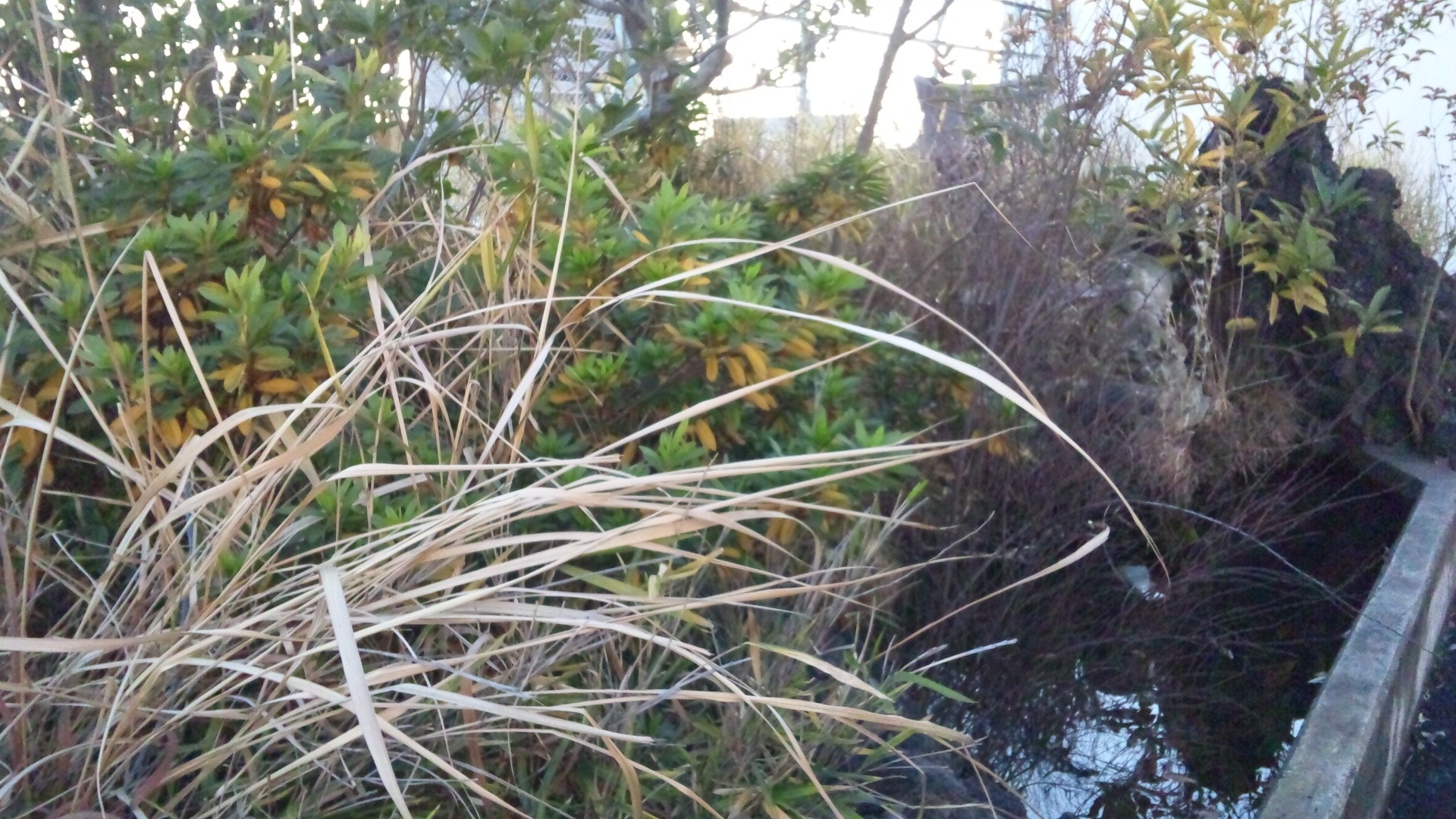
現在の鏡ヶ池：栃木県宇都宮市馬場通り2－3－12 MEGAドン・キホーテ ラパーク宇都宮店屋上

静御前が奥州の源義経のもとへ向かう途中立ち寄ったとされる宇都宮七名水の一つ「亀井の水」（宇都宮市下河原町）は、お供の亀井六郎が槍で地面を突いた際に湧き出た水で、静御前の喉の渇きを潤したと伝わっている。
宇都宮市教育委員会発行の「宇都宮の旧跡」（1989年発行）、同じく宇都宮市教育委員会発行の「宇都宮の民話」（1983年発行）によると、宇都宮二荒山神社の下之宮西側に鏡ヶ池という大きな池があり、そこから発見された鏡は義経の無事を祈願するために立ち寄った宇都宮大明神（現・宇都宮二荒山神社）で、参拝前に手を清めた際に落とした鏡とされ、その鏡は宇都宮大明神に奉納されたとされている。
宇都宮大明神を後に日光道（現・清住町通り/旧日光街道）を北上すると戸祭村柿木の地名の由来になった柿の木と井戸（現在の御前井戸）があり、そこで少休し、さらに日光道（現・日光街道）を北上すると現在の宇都宮市野沢町には御前桜・静さくらが現在まで伝わっており（現存する桜は12代目）、奥州へ向かう途中、源義経が衣川で討死したとの報をこの地で聞いたとされ、静御前が源義経より贈られ大切にしていた桜の杖を地にさしたところ芽が吹き後の世まで伝わったとされている。静桜のすぐ近くには亀井六郎の墓と伝わる墓がある。
- 御前桜・しずか桜

義経終焉の地とされる衣川、静御前の墓と伝わる埼玉県久喜市栗橋の「静女の墳」にはしずか桜が植えられている。これは栃木県宇都宮市野沢の御前桜、しずか桜が原木で、この原木より接ぎ木して現代に伝わったものである。

### 終焉の地について
静の死については諸々の伝承があるが、はっきりしたものはない。自殺説（姫川（北海道乙部町）への投身、由比ヶ浜への入水など）や旅先での客死説（逃亡した義経を追ったものの、うら若き身ひとつでの移動の無理がたたったというもの。静終焉の地については諸説ある）など列挙すればきりがないが、いずれにせよまだ若年のうちに逝去したとする説が多い。

静御前供養塔：岩手県宮古市鈴久名　鈴ヶ神社の鳥居付近

- 静御前供養塔：岩手県宮古市鈴久名　鈴ヶ神社の鳥居付近終焉の地が諸説ある中、岩手県宮古市鈴久名にある鈴ヶ神社は、静御前を祀る神社として最北端であろう。源義経が平泉を抜け出して、北海道に渡ったという義経北行紀の経路箇所にあたり、静はここで義経の2人目の子を出産しようとするが、難産のすえ、母子ともに亡くなったという。地区の人たちは、静御前を尊び、その後は神様として祀ったのが鈴ヶ神社である。鈴久名の地名は静の訛りから変化してできた地名ともいわれ、義経伝説や金売り吉次などの伝説も数多く残る。神社のふもとには静御前供養塔が建てられているが、これは近年になってから建てたもので、静御前と生まれるはずであった子供のお骨は、金売り吉次が密かに京都の実家に持っていったと言われている。
- 茨城県古河市下辺見には、静御前が行き先を思案したとされる思案橋という橋がある[11]。
- かつて埼玉県久喜市栗橋区域にあった高柳寺（現・茨城県古河市の光了寺）には巌松院殿義静妙源大姉という静御前の戒名がある。その過去帳には文治5年（1189年）9月15日に他界した、とある。
- 埼玉県久喜市栗橋区域の伝説によると、源義経を追ってきた静御前は1189年（文治5年）5月、現在の茨城県古河市下辺見（しもへみ）で義経の死を知り、高柳寺で出家したものの、慣れぬ旅の疲れから病になり同年9月15日に亡くなったとされる[10]。栗橋駅東口には静御前の墓、1929年9月に小谷部全一郎が私費で建立した「義経招魂碑」、さらには生後すぐに源頼朝によって殺された男児の供養塔がある。毎年9月15日には「静御前墓前祭」と称する追善供養が行われる。また10月第3土曜の「静御前まつり」では市民が義経・静御前・白拍子などに扮してパレードが行われる[10][12][11]。
- 埼玉県久喜市栗橋区域には、明治期に静村という村（1889年に北葛飾郡佐間村・伊坂村・松永村・間鎌村・高柳村・島川村が合併）があった[10][11]。
- 兵庫県淡路市志筑(しづき)はかつてしづの郷と呼ばれた。静御前は鎌倉で義経との子を殺されたが命を助けられ、頼朝の妹の夫、一条能保に預けられたという。一条家の荘園が志筑にあったためここに隠れ住み、1211（建暦元）年の冬に47歳で没したため、供養として宝篋印塔が建てられたと伝えられている。
- 奈良県大和高田市の磯野は磯野禅尼の里で、静御前も母の里に戻って生涯を終えたとする伝説が伝えられる。
- 新潟県長岡市栃尾地域(栃堀)にも、静御前のものと伝えられる墓が存在する。2005年のNHK大河ドラマ『義経』では、番組中の「義経紀行」において、この墓が紹介されている。
- 福島県郡山市には、義経の訃報を聞いた静御前が身を投げたと言われる美女池や、その供養のために建立された静御前堂があり、静御前堂前の大通りは静御前通りと名づけられている。2005年には静御前堂奉賛会により鶴岡八幡宮の東の鳥居付近に「静桜」が植樹された[13]。
- 長野県大町市美麻大塩には、静御前が奥州と大塩を間違えてたどり着き、そこで亡くなりその時、地面に刺さった杖から芽吹いたという、イヌザクラの巨木「静の桜」がある。別名「千年桜」ともいわれており、山中深く美麻の丘に一本佇む姿は「神聖な桜」とも伝えられ、修行僧が静御前の魂を供養し、千年桜より癒されたといわれている。また、薬師寺には勧融院静図妙大師という静御前の戒名を記した墓と、磯禅尼の供養碑もある。
- 福岡県福津市にも墓がある。伝承によると、落ち延びた静御前は、豊後国・臼杵を経て宗像氏能の計らいで、勝浦村・勝田の地に移住し、実子の臼杵太郎を産んで、息子が大分県の大友氏に仕い、静御前は義経を探しに京都に上洛したという。
- 香川県東かがわ市には次のような言い伝えがある。愛児を殺され、生きる望みを失った静は自殺を考えたが、母磯野を伴っていたため、それもかなわなかった。文治3年8月、母の故郷である讃岐国入野郷小磯（現・東かがわ市小磯）へ母と共に帰り、文治4年3月、讃岐国井閇郷高木（現・香川県木田郡三木町井戸高木）にある長尾寺において宥意和尚から得度を受けた。剃髪後、母は磯野尼、静は宥心尼とそれぞれ名を改め、薬師庵において信仰の日々を送るようになった。後年、母磯野尼は長尾寺への参詣の帰り、井戸川の畔で寒さと老衰のため倒れ、69歳で亡くなり、まもなく静も母の後を追うように建久3年3月、義経に逢うことなく24歳の短い生涯を閉じた。長尾寺には静親子が剃髪したときに使用したとされる剃刀を埋めた剃髪塚、井戸川橋のある県道沿いには母磯野尼の墓、昭和地区には静が俗世への想いを断ち切るために、吉野山で義経から形見としてもらった紫檀の鼓（初音）を井戸川橋に棄てたとされる「鼓ヶ淵」がある。その他、小磯には静屋敷が、三木町中代には静庵・静の本墓・位牌・下女琴柱の墓があり、同町下高岡の願勝寺にも静の墓とされるものがある[14]。
- 大分県湯布院に静御前の供養塔と言われる国東塔があった。大正の初めに移設され現在は京都の白沙村荘にある。750cmあり国東塔としては日本最大である。

･山口県山口市に伝説静御前墓所が存在する。

## 関連作品
能
- 舟弁慶：義経と静の別れを扱った能。のちに歌舞伎化もされる。
- 二人静 (謡曲)：三番目物の謡曲。静御前の霊が乗り移った菜摘女（ツレ）と静御前の霊（シテ）が同じ姿でともに舞う。

舞踊
- 賤の小田巻（賤の苧環）：頼朝に鶴岡八幡宮社前で白拍子の舞を命じられた場面を表した日本舞踊。
- 二人静 (五代目 坂東玉三郎)：五代目坂東玉三郎が謡曲を元に作成した舞踊。2019年の芸術祭十月大歌舞伎で公演

映画
- 静御前（1938年、演：山田五十鈴）
- 新・平家物語 静と義経（1956年、演：淡島千景）
- 源九郎義経（1962年、演：佐久間良子）

テレビドラマ
- 源義経（1966年、NHK大河ドラマ、演：藤純子）
- 草燃える（1979年、NHK大河ドラマ、演：友里千賀子）
- 武蔵坊弁慶（1986年、NHK新大型時代劇、演：麻生祐未）
- 源義経（1990年、TBS、演：沢口靖子）
- 源義経（1991年、日本テレビ、演：安田成美）
- 弁慶 怪力無双の荒法師!（1997年、テレビ朝日、演：雛形あきこ）
- 義経（2005年、NHK大河ドラマ、演：石原さとみ）
- 鎌倉殿の13人（2022年、NHK大河ドラマ、演：石橋静河）
- 義経のスマホ（2022年、NHK、演：ねお）

楽曲
- 長編歌謡浪曲 舞姫 静御前（三波春夫）
- 組曲「義経」〜悪忌判官 / 〜夢魔炎上 / 〜来世邂逅（陰陽座）

書籍/漫画
- 天よりも星よりも：主人公が静御前の生まれ変わりであったために悲劇的な最期を遂げる。
- 静御前・早池峰絶唱：静御前の女性性を表現した義経との逃避行の旅を書いたリアル小説。（ツーワンライフ発行）
- 岩手の源氏史：岩手県における静御前伝説を解き明かした内容。（太陽書房発行）

ゲーム
- SAMURAI SPIRITS：プレイヤーと対戦するUPC専用キャラクターとして登場。義経の影を求めて亡霊と化すが、プレイヤーの手によって昇華される。彼女が歌った二首の唄も登場している。